# Abreham Cherkos

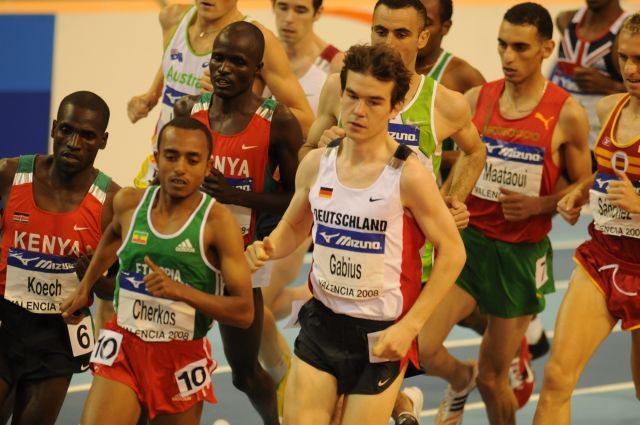
Abrehem Cherkos als Zweiter von links bei den Hallenweltmeisterschaften 2008 in Valencia

Abreham Cherkos (Abreham Cherkos Feleke; * 23. September 1989 in Assela) ist ein äthiopischer Langstreckenläufer.
Der Jugendweltmeister von 2005 über 3000 Meter wurde 2006 Vizejuniorenweltmeister über 5000 Meter und belegte bei den Leichtathletik-Weltmeisterschaften 2007 über dieselbe Distanz den achten Platz.
2008 gewann er Bronze bei den Hallenweltmeisterschaften in Valencia über 3000 m, Gold bei den Juniorenweltmeisterschaften in Bydgoszcz über 5000 m und kam bei den Olympischen Spielen in Peking über 5000 m auf den fünften Rang.

## Persönliche Bestzeiten
- 1500 m: 3:42,91 min, 19. August 2005, Zürich
- 3000 m: 7:31,81 min, 6. September 2009, Rieti
  - Halle: 7:34,05 min, 14. Februar 2009, Valencia
- 5000 m: 12:54,19 min, 14. Juli 2006, Rom